# Serranochromis angusticeps
Serranochromis angusticeps är en fiskart som först beskrevs av Boulenger, 1907.  Serranochromis angusticeps ingår i släktet Serranochromis och familjen Cichlidae. IUCN kategoriserar arten globalt som livskraftig. Inga underarter finns listade i Catalogue of Life.